# Амалгамация
Амалгамация – метод за извличане на злато, платина, сребро и други метали от ситно смлени техни руди чрез разтаряне в живак. От образуваната амалгама живакът се отстранява с изпарение и кондензиране. Този метод е известен в древността, но впоследствие се изгубва. Преоткрива се през 16 век от немски миньори в мините за живак край Алмаден и се разпространява широко от испанеца Бартоломео де Медина. Това спомага за колосалното разширяване на производството на сребро и злато в Мексико и Перу и те заливат с тях Европа. До голяма степен това е довело до Революция на цената в Европа през 16-17 век.